# 横浜市立左近山小高小学校
横浜市立左近山小高小学校(よこはましりつさこんやまおたかしょうがっこう、英:YokohamaCity Sakonyama Odaka elementary school)は、かつて神奈川県横浜市旭区にあった廃公立小学校である。2013年3月31日に閉校し、現在は横浜市立左近山小学校に引き継がれている。

## 概要
当校は左近山団地に隣接する形で位置していた。地域からは｢小高小学校｣、｢小高小｣などの愛称で親しまれていた。左近山地域の少子化問題が急速したため、やむをえず2013年3月31日をもって閉校。37年の歴史に幕を閉じた。閉校後は近隣の旧第一小学校、旧第二小学校と再編統合し、横浜市立左近山小学校として再スタートを切った。

## 沿革
- 1977年
  - 4月1日 - 左近山に隣接する小高町に｢横浜市立左近山小高小学校｣として開校。

- 1999年
  - 6月15日 - はまっ子ふれあいスクールを開設。

- 2013年
  - 3月31日 - 再編統合のため閉校。

## アクセス
相鉄線二俣川駅で下車。南口から相鉄バス｢左近山第5行き｣｢左近山第6行き｣｢東戸塚駅西口行き｣のいずれかに乗車。左近山第3バス停で下車し、徒歩4分程度。